# Веретено поділу
Веретено поділу (син.: ахроматинове веретено) — система мікротрубок у клітині, яка ділиться. Забезпечує розходження хромосом у мітозі і мейозі.
Веретено поділу формується в профазі і розпадається в телофазі. Нитки веретена поділу, які представлені пучками мікротрубок, мають подвійне заломлення світла і їх можна спостерігати в живій клітині в поляризаційному мікроскопі. Склад веретена поділу міститься два типи мікротрубок: ті, які відходять від полюсів (полюсні) і від кінетохорів хромосом (хромосомальні). Розходження хромосом відбувається в результаті скорочення хромосомальних мікротрубок, їх ковзання відносно полюсних і видовження останніх, точний механізм руху невідомий. Веретено поділу може бути астральним, з вираженими полюсами (наприклад, у багатоклітинних тварин) або анастральним, без чітких полюсів (наприклад, у квіткових рослин). Веретено поділу разом із центрами збірки мікротрубочок утворює мітотичний апарат.

### Структура
Веретено поділу типічної клітини ссавців складається з трьох основних структурних єлементів — центросом, мікротрубочок і хромосом, — що створюють симетричну біполярну структуру. На полюсах веретена знаходяться центросоми — невеликі органели, що виконують функцію центра організації мікротрубочок. Кожна центросома складається з пари центріолей, оточених великою кількістю різних білків. Між полюсами веретена поділу компактно скручені хромосоми, які складаються з пари хроматид, зчеплених в області центромеру. На центромерах хромосом знаходяться кінетохори — складні структури, які відповідають за прикріплення до мікротрубочок веретена.

## Галерея

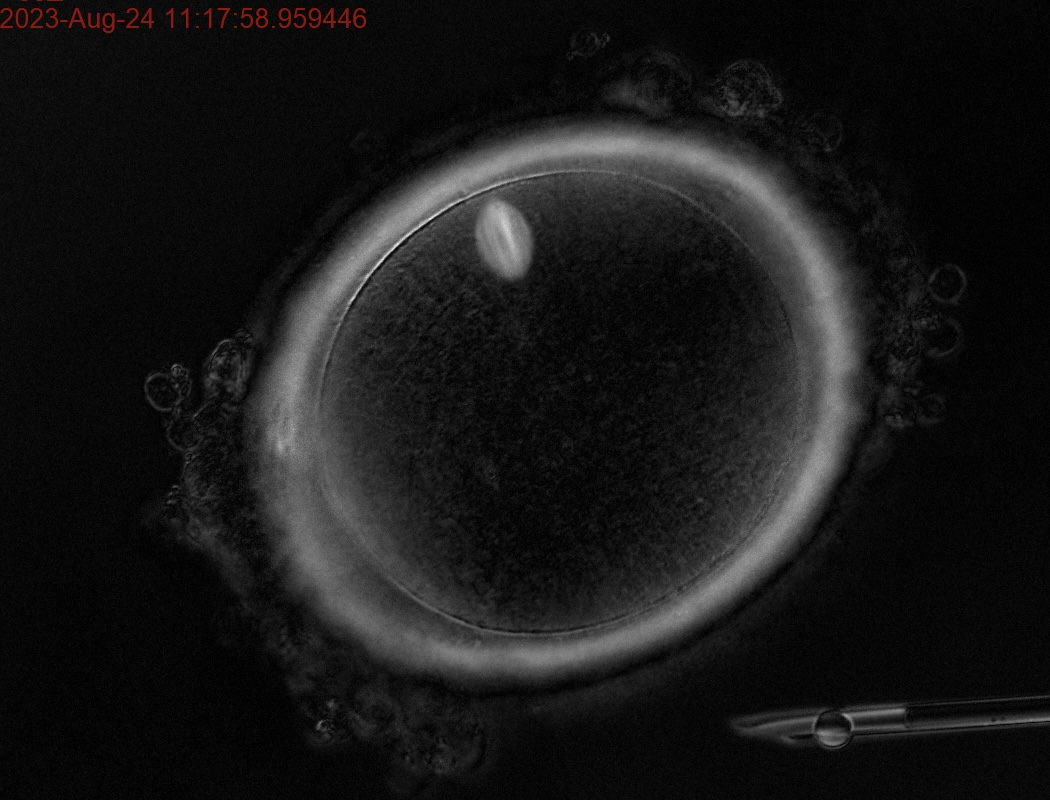
Ооцит людини на стадії метафази першого поділу мейозу. В позиції на 11 годину знаходиться веретено поділу.
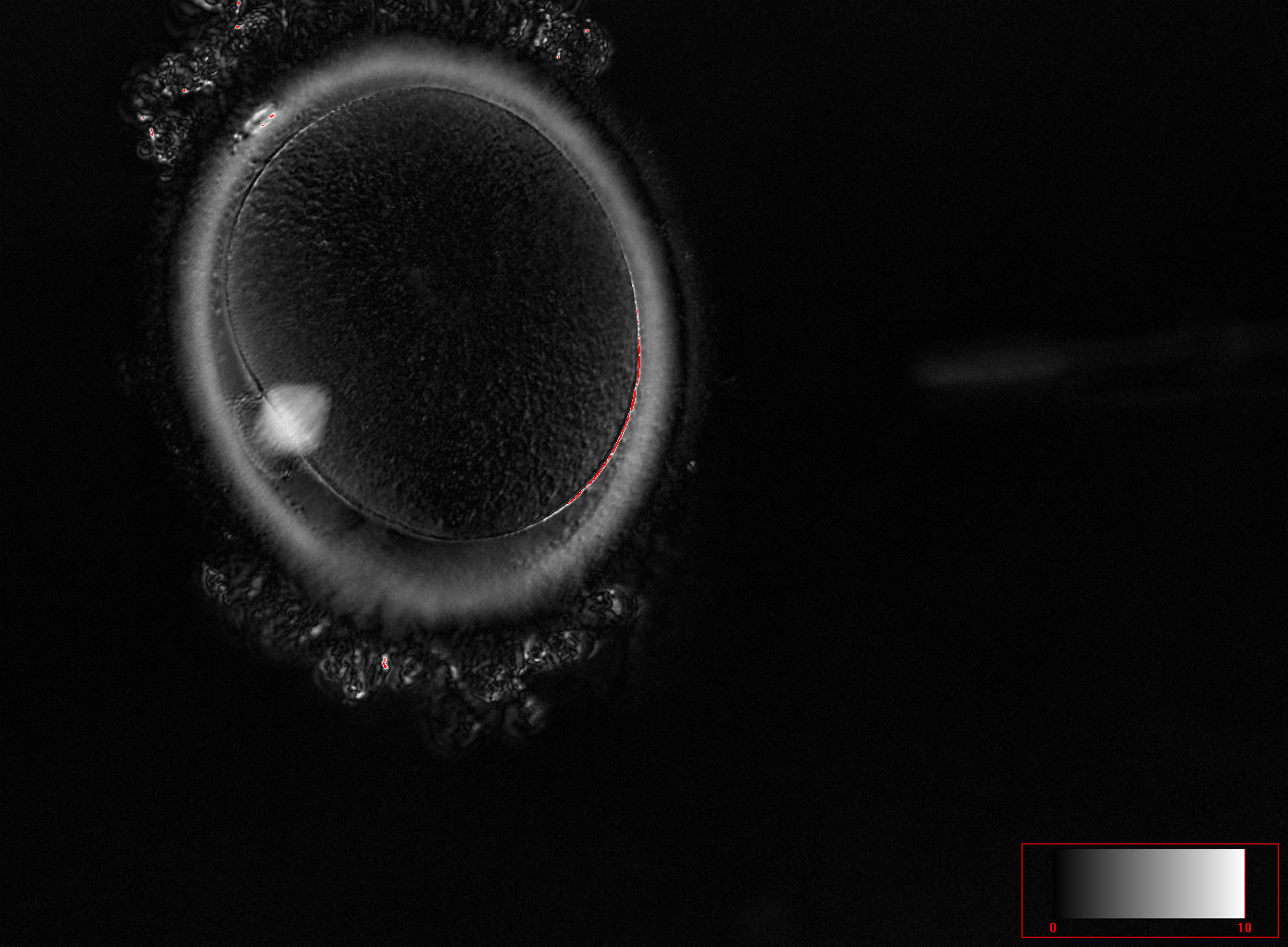
Ооцит людини на стадії анафази першого поділу мейозу. В позиції на 8 годину знаходиться веретено поділу (мейоз І), воно розміщене в місці відділення першого полярного тільця ооциту. Вловлено момент початку відділення першого полярного тільця.
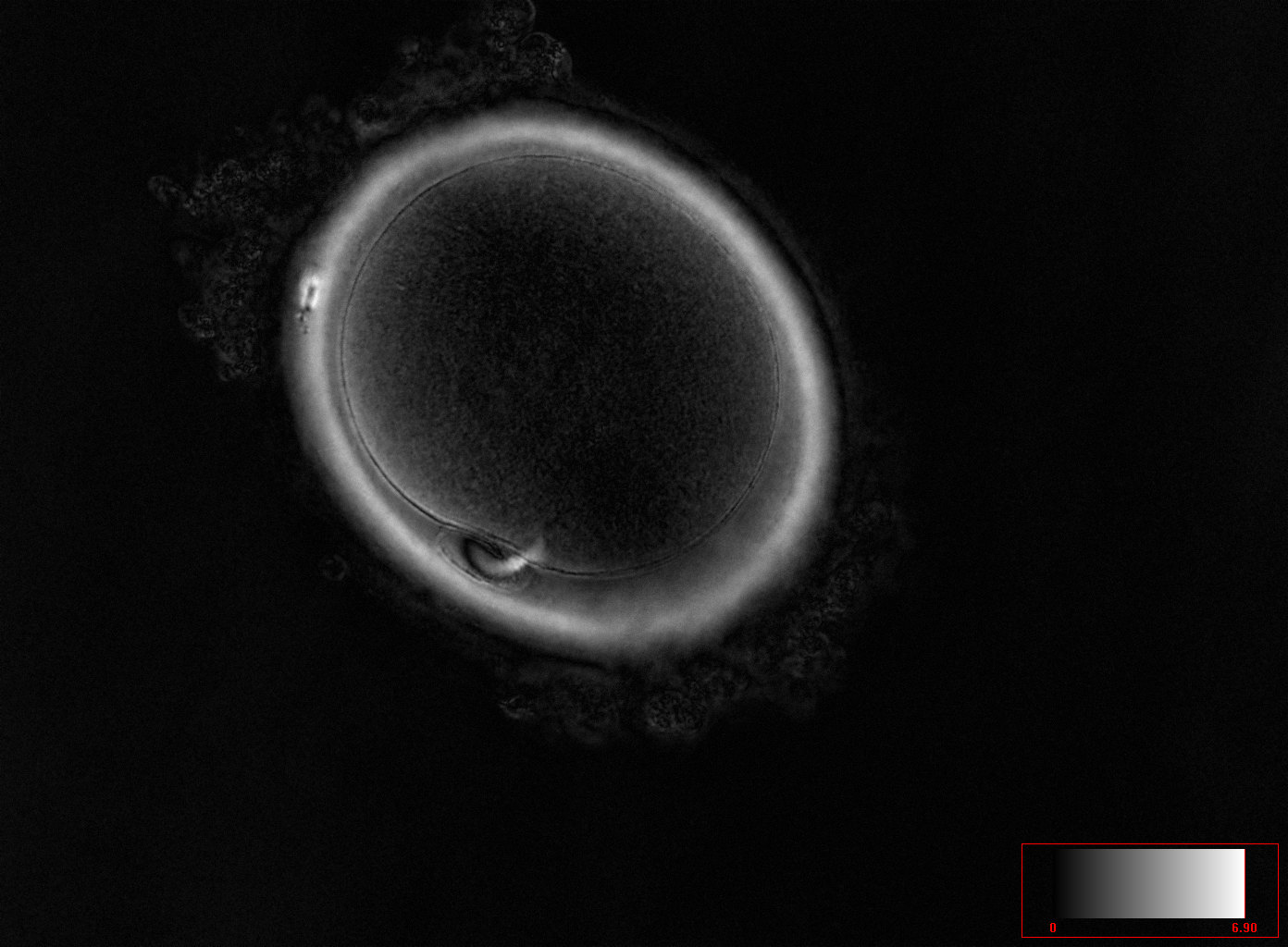
Ооцит людини на стадії телофази першого поділу мейозу. В позиції на 7 годину в перивітеліновому просторі знаходиться перше полярне тільце, але залишки веретена поділу ще зв’язують його з ооцитом, що вказує на фінальні етапи першого поділу мейозу.
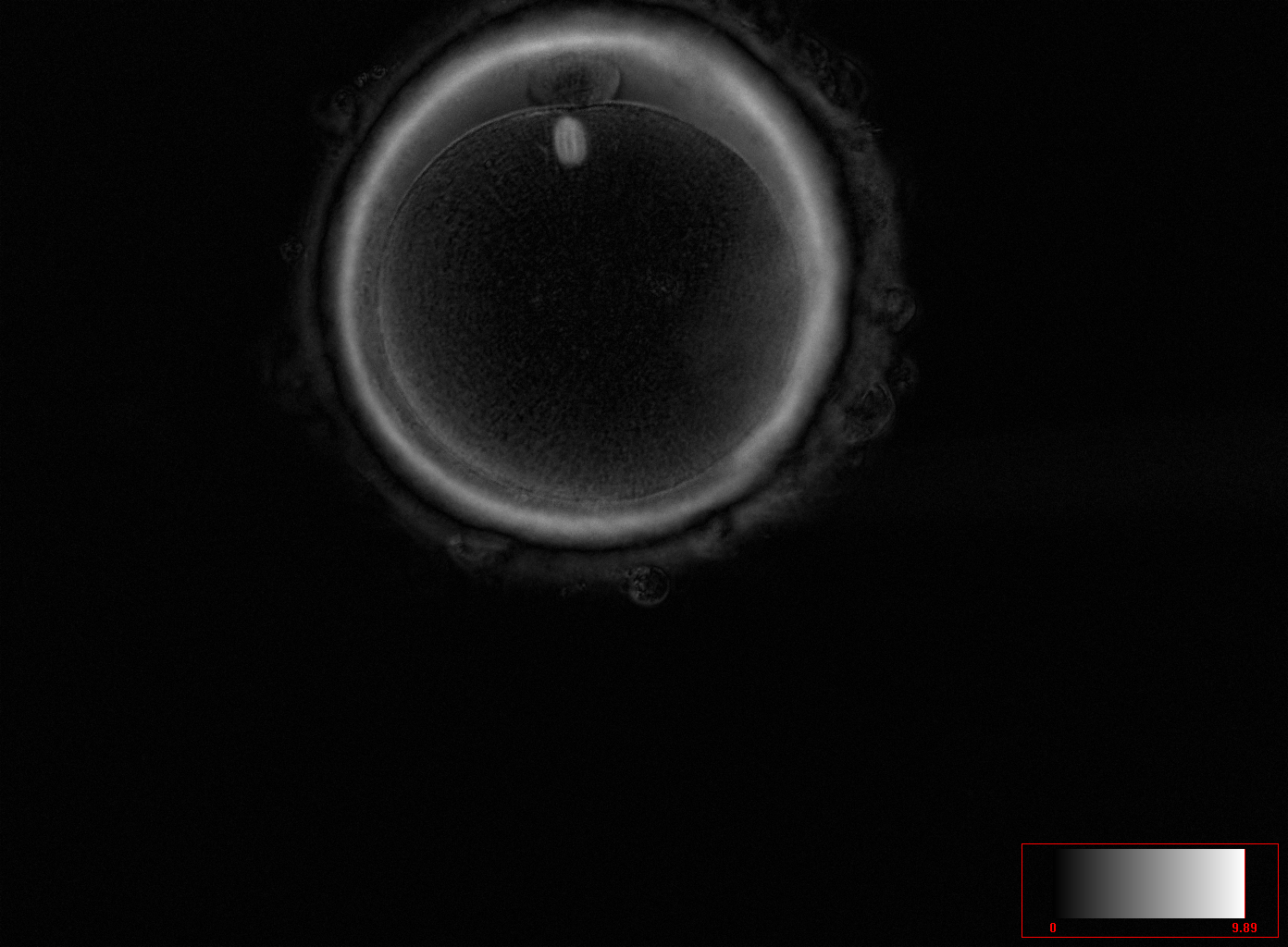
Ооцит людини на стадії метафази другого поділу мейозу. Зрілий та готовий до запліднення ооцит людини. В позиції на 12 годину в перивітеліновому просторі знаходиться перше полярне тільце. Під полярним тільцем в самому ооциті чітко візуалізується веретено другого поділу мейозу на стадії метафази. Візуалізується тришарова блискуча оболонка ооциту.
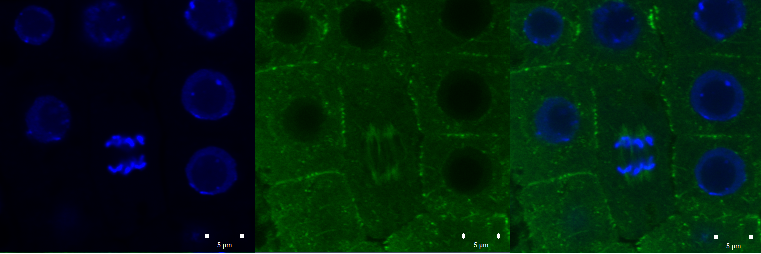
Конфокальна мікрофотографія мітотичних мікротрубочок зелений сигнал від анти-тубуліну, кон'югованого з барвником та ядра блакитний сигнал від ядра у клітинах меристеми головних коренів чотириденних проростків Arabidopsis thaliana (Col-0).